# Lutra simplicidens
Lutra simplicidens — вимерлий вид видр (Lutra). Скам'янілості представляють четвертинний період (плейстоцен, 0.781–0.126 млн років) Австрії (1 колекція), Німеччини (3), Греції (1), Великої Британії (2).